# Herrstein

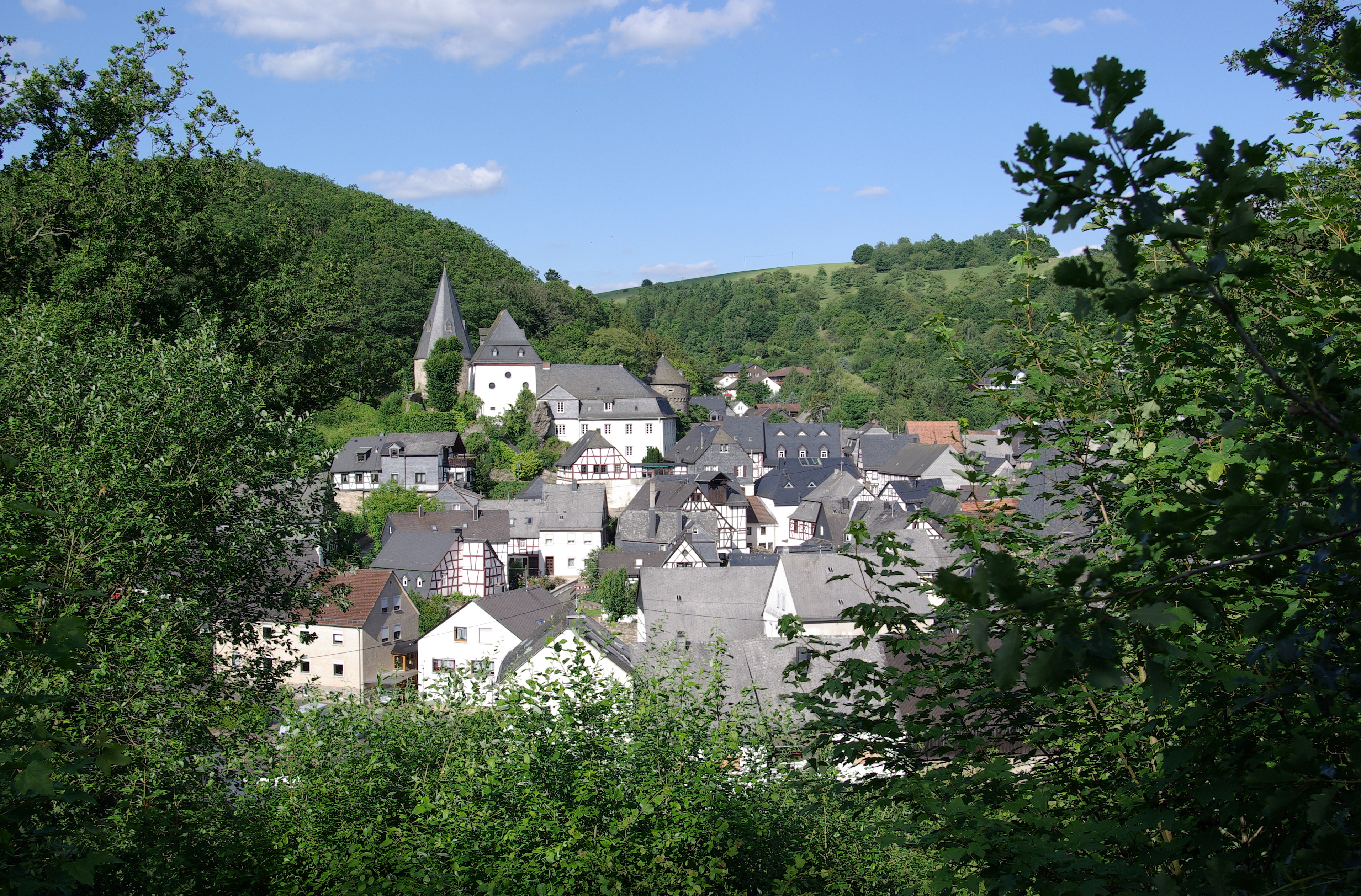
Ortsansicht von Herrstein

Herrstein an der Deutschen Edelsteinstraße im Naheland ist eine Ortsgemeinde im Landkreis Birkenfeld in Rheinland-Pfalz und Verwaltungssitz der Verbandsgemeinde Herrstein-Rhaunen. Herrstein ist gemäß Landesplanung als Grundzentrum ausgewiesen.

## Geografie
Herrstein liegt im Hunsrück südlich des Idarwalds, der Fischbach fließt durch den Ort.
Zu Herrstein gehören auch die Wohnplätze Lindenhof, Steinäckerhof und Walkmühle.

## Geschichte
Burg Herrstein (Heresteyn) wurde im Jahr 1279 erstmals urkundlich erwähnt. Burg und Ort gehörten zur hinteren Grafschaft Sponheim. Der Ort wurde damals von dem benachbarten Niederwörresbach aus verwaltet. Mit einer Verlagerung der Schwerpunkte wuchs die Bedeutung Herrsteins, das Sitz eines sponheimischen Oberamtmanns wurde. Im Jahr 1428 bekam der Ort dann die Stadt- und Marktrechte zuerkannt, doch blieben einzelne Frondienste und die Verpflichtung der Bürger zur Unterhaltung der Stadtmauer erhalten. Die Stadtrechte gingen 1792 nach der Besetzung durch napoleonische Truppen verloren, doch blieb die Funktion als Verwaltungssitz weiterhin bis heute bestehen. Die Stadtmauer wurde zum größten Teil niedergerissen und der Ort konnte sich um seinen Kern herum entwickeln.
Mit einer großen Restaurierungskampagne in den 1970er Jahren wurden die zugeputzten oder mit Schiefer (z. T. mit Asbestplatten) verkleideten Fachwerkhäuser des historischen Ortskerns freigelegt. Es entstand so ein Ensemble eines mittelalterlich wirkenden Marktfleckens.
Die Bewohner Herrsteins tragen den Spottnamen Hankel.
Bevölkerungsentwicklung
Die Entwicklung der Einwohnerzahl von Herrstein, die Werte von 1871 bis 1987 beruhen auf Volkszählungen:
| Jahr | Einwohner |
| ---- | --------- |
| 1815 | 462       |
| 1835 | 549       |
| 1871 | 629       |
| 1905 | 508       |
| 1939 | 635       |
| 1950 | 711       |
| 1961 | 771       |

| Jahr | Einwohner |
| ---- | --------- |
| 1970 | 790       |
| 1987 | 770       |
| 1997 | 939       |
| 2005 | 865       |
| 2011 | 853       |
| 2017 | 825       |
| 2023 | 760       |

## Politik

### Gemeinderat
Der Gemeinderat in Herrstein besteht aus zwölf Ratsmitgliedern, die bei der Kommunalwahl am 9. Juni 2024 in einer Mehrheitswahl gewählt wurden, und dem ehrenamtlichen Ortsbürgermeister als Vorsitzendem.

### Bürgermeister
Eberhard Weber wurde 2014 Ortsbürgermeister von Herrstein.
Bei der Direktwahl am 26. Mai 2019 wurde er mit einem Stimmenanteil von 79,45 % für weitere fünf Jahre in seinem Amt bestätigt. Bei der Direktwahl am 9. Juni 2024 setzte er sich mit 84,3 % gegen einen Mitbewerber durch.
Webers Vorgänger als Ortsbürgermeister waren Reiner Schäfer (2009–2014) und Walter Teusch (1999–2009).

## Kultur und Sehenswürdigkeiten

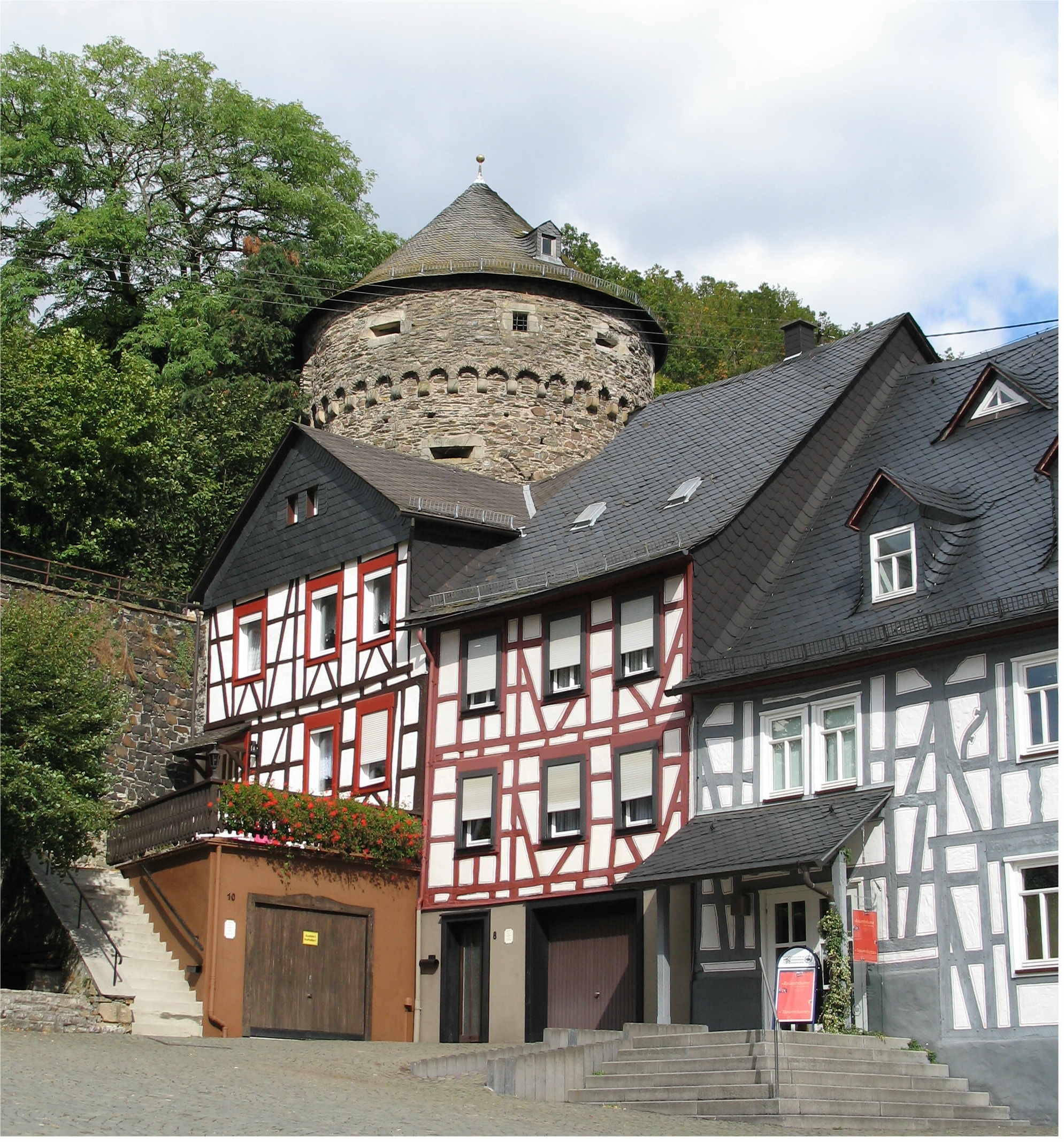
Schinderhannesturm
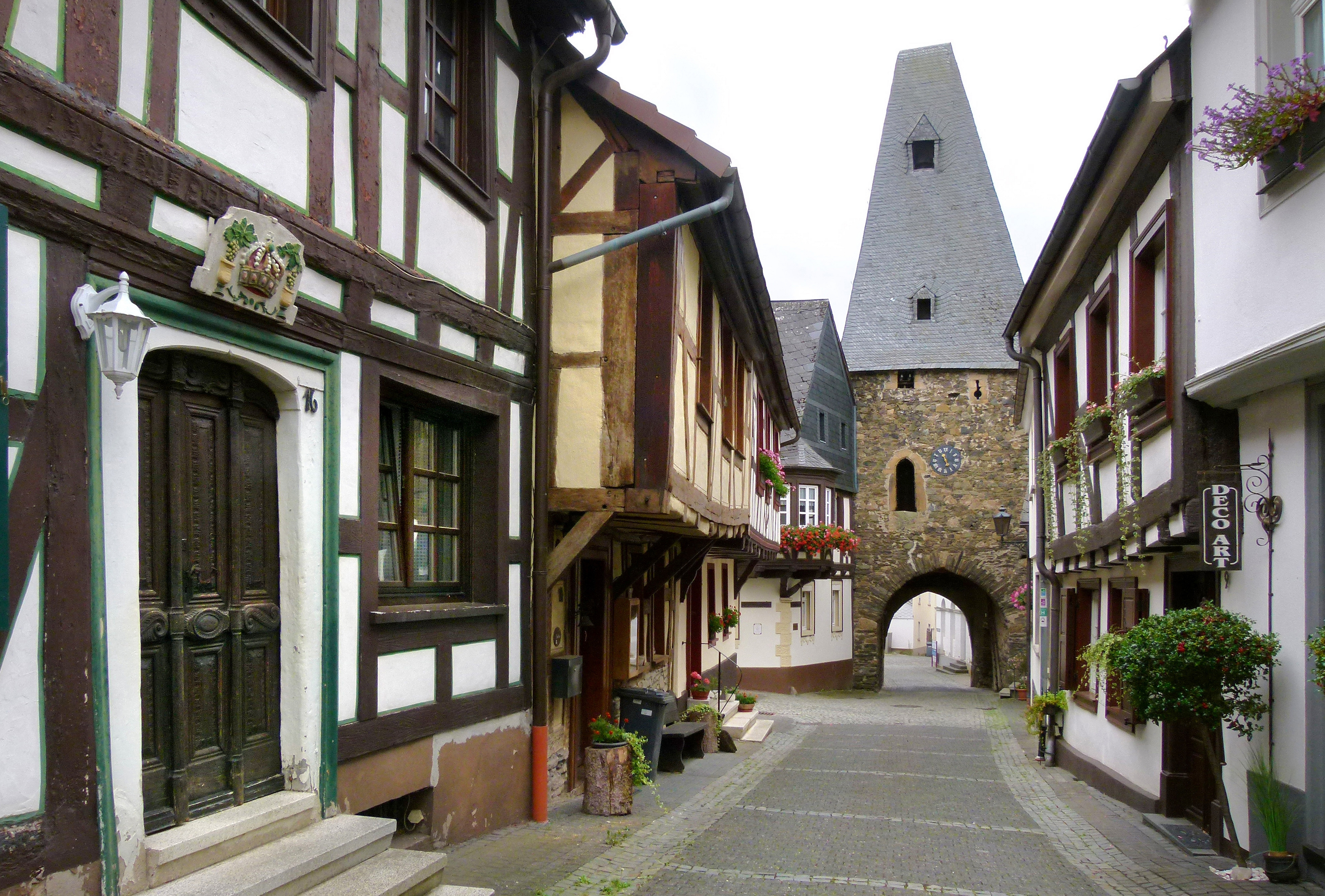
Uhrturm
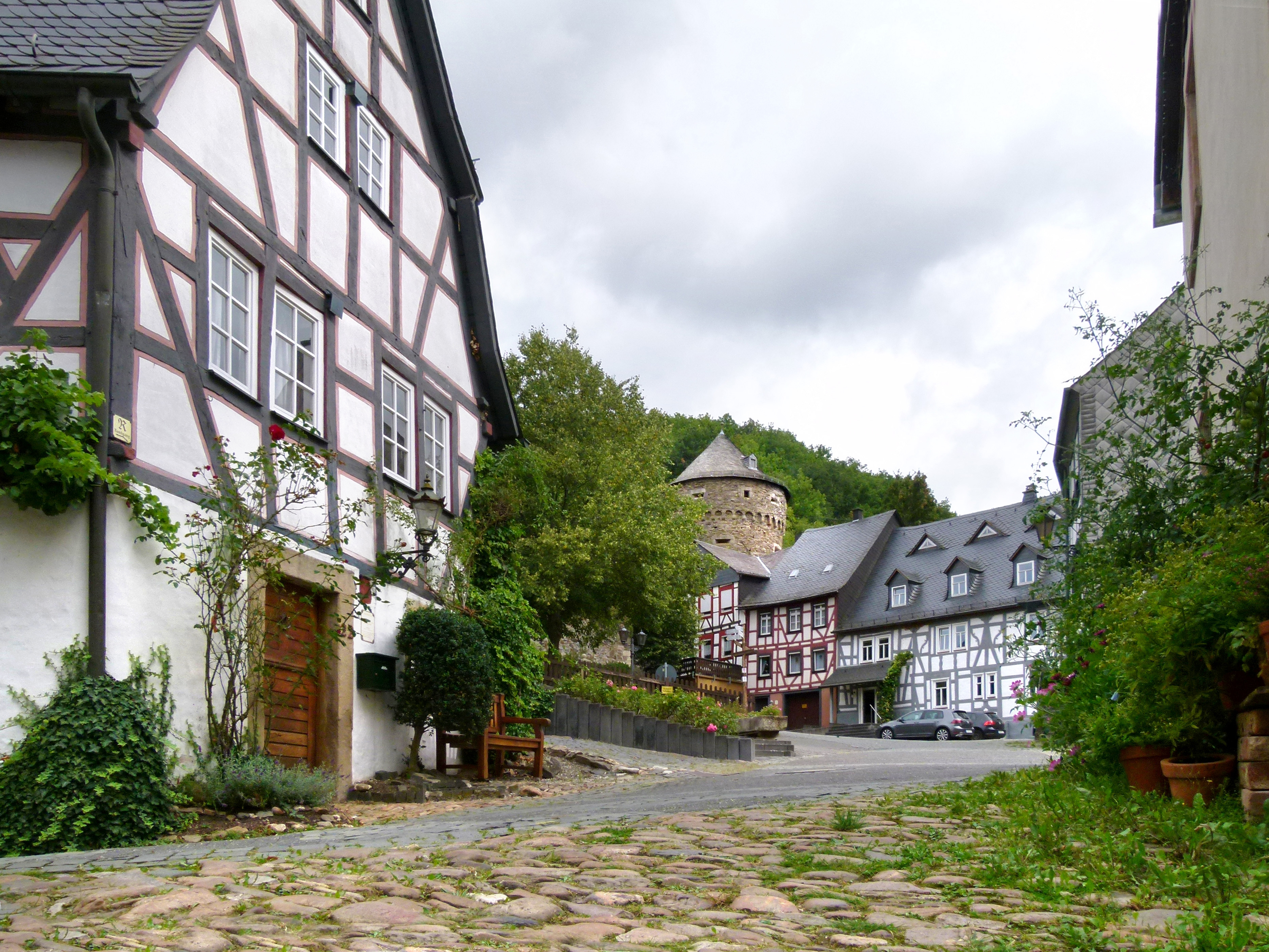
Schlossweg und Blick auf den Rathausplatz
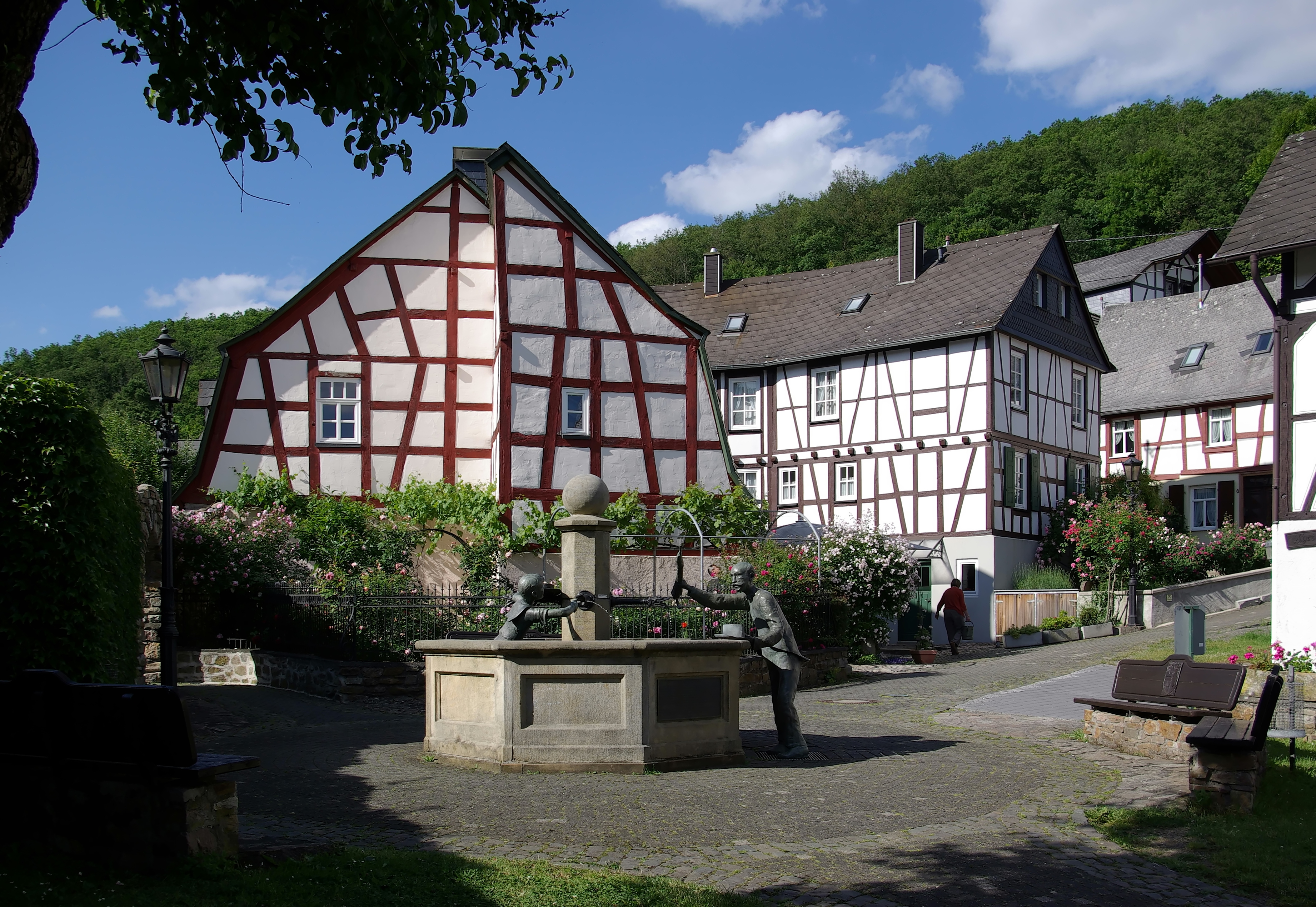
Hankelbrunnen und Fachwerkhäuser
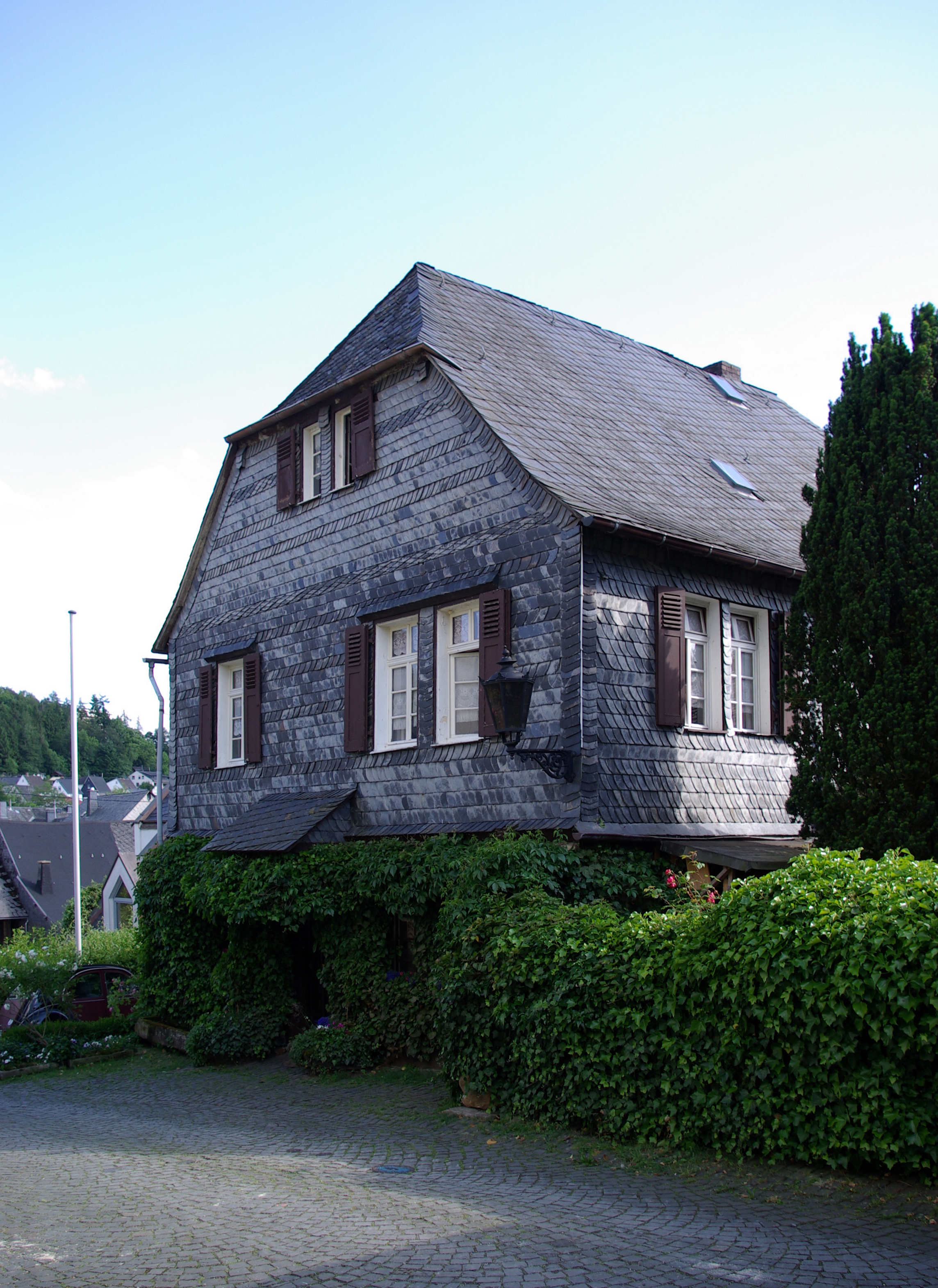
Schieferverkleidetes Haus
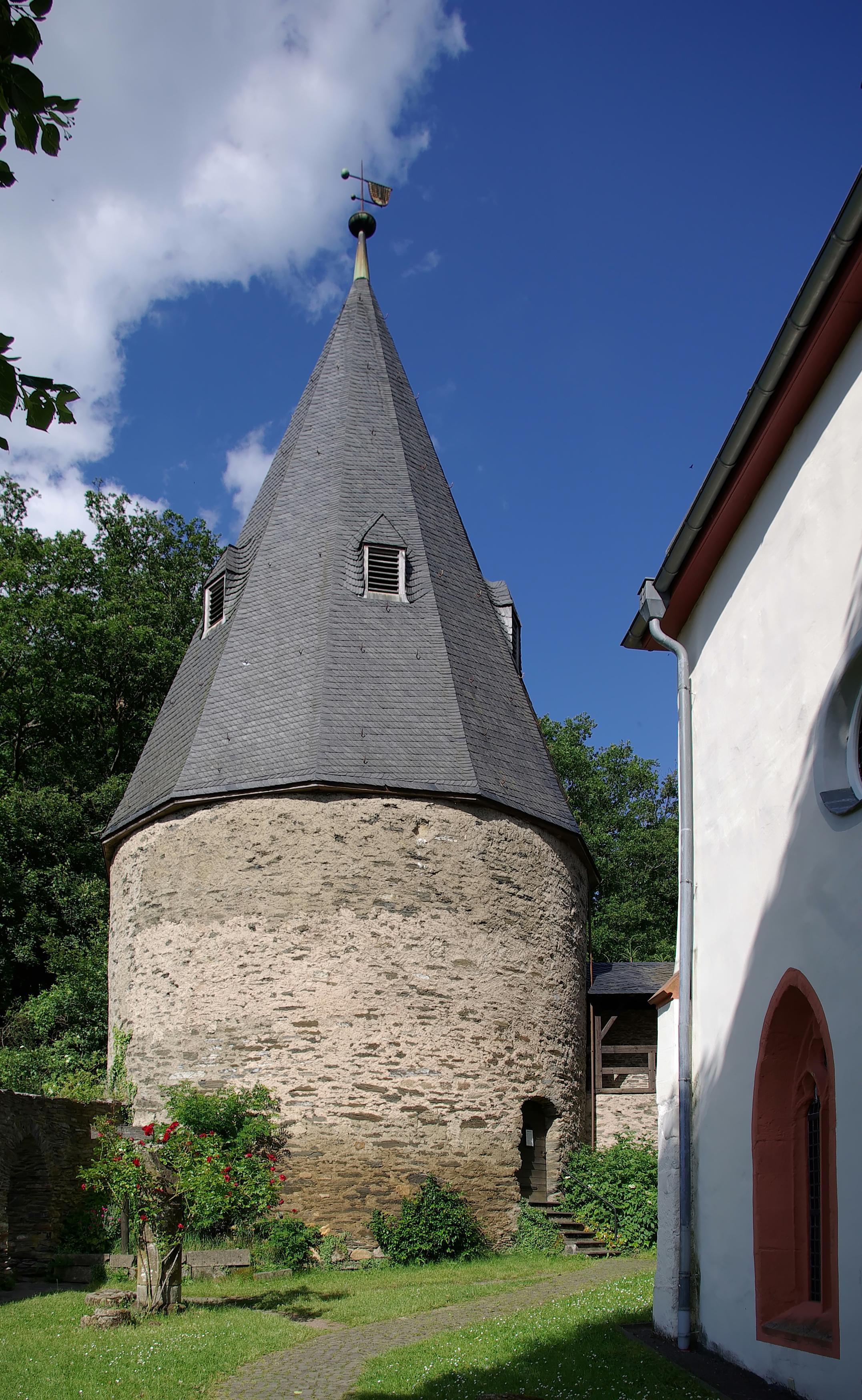
Glockenturm

### Museen
- Museum für  Heimatkunde[9]

### Bauwerke
Historischer Ortskern und Schinderhannesturm
Im Herrsteiner Schinderhannesturm war 1798 eine Nacht lang der Räuber Johannes Bückler, genannt Schinderhannes, eingesperrt. Neben der Schlosskirche, dem Schloss und dem Uhrturm gibt es auch schmale Gässchen mit zahlreichen Fachwerkhäusern, die Filmkulisse für den Film Die andere Heimat von Edgar Reitz waren.

### Regelmäßige Veranstaltungen
- Am zweiten Juliwochenende findet das Scheunenfest als Ersatz für die frühere Kirmes mit Entenrennen im Fischbach statt.
- Am ersten Septemberwochenende findet im historischen Ortskern das Schinderhannes-Räuberfest statt. Zudem sind an diesem Wochenende der Schinderhannesturm und die Kirche zum Tag des offenen Denkmals geöffnet.[11]
- Am ersten Novemberwochenende findet der Martinimarkt mit anschließendem Sankt-Martins-Umzug statt. Am Samstag gibt es dann in der Turnhalle das Konzert Martinirock.[12]

## Wirtschaft und Infrastruktur

### Gewerbe
In der Regionalinitiative „HerWerz“ der Dörfer Niederwörresbach ('Werzbach') und Herrstein ('Herrschde') haben sich 25 Gewerbetreibende, Freiberufler und Handwerker zusammengeschlossen, um die Attraktivität und Vielfalt der Wirtschaftsregion zu stärken. Vertreten sind unter anderem Gartenbau, Schornsteintechnik, Gastronomie, Metzgerei und Heilberufe.
Die Günter Effgen GmbH ist mit 350 Mitarbeitern der größte Arbeitgeber im Ort. Das Unternehmen gewann 2019 einen Innovationspreis für die Entwicklung von „Präzisionsschleif- und Fräswerkzeugen zur Herstellung von Lasergyroskopen“.

### Öffentliche Einrichtungen
Die 1973 eröffnete Kindertagesstätte befindet sich am Ortsrand und neben dem VG-Gelände.

### Bildung
In Herrstein sind die Schüler der Jahrgangsstufen 8 bis 13 der IGS Herrstein-Rhaunen Magister Laukhard untergebracht. Die Schule liegt auf dem alten Gelände der ehemaligen Fischbachtal-Grundschule.

### Tourismus
Herrstein liegt an der Deutschen Edelsteinstraße und im Edelsteinland.
Der Ort ist Ausgangspunkt der 14. Etappe des Saar-Hunsrück-Steigs und des Mittelalterpfads.

## Persönlichkeiten
- Graf Heinrich II. von Sponheim (zwischen 1292 und 1295–1323), der Jüngere, Ehemann der Loretta von Sponheim, lebte auf Burg Herrstein
- Loretta von Sponheim (1300–1346), Ehefrau von Graf Heinrich II. von Sponheim, lebte auf Burg Herrstein